# Карлів міст
Карлів міст (чеськ. Karlův most) — найстаріший міст через річку Влтаву в столиці Чехії місті Празі і другий за давниною міст у країні. У Чехії, він був історично четвертим зведеним кам'яним мостом.
Карлів міст побудований з плит пісковика, його довжина — 520 м, а  ширина — 10 м. За понад шість століть свого існування міст був декілька разів суттєво пошкоджений повенями — у 1432, 1496, 1784 та 1890 роках.

## Історія
Карлів міст будували в період від 1357 по 1380 роки, і аж до 1841 року це був єдиний кам'яний міст у Празі. Його споруджували на місці романського мосту королеви Юдити, побудованого в 1170 році і знищеного повінню 1342 року.
Міст будували за наказом короля та імператора Карла IV, а першим архітектором і будівельником був знаменитий зодчий Петро Парлерж. Цей чудовий архітектор побудував також мостову вежу на правому березі річки Влтави з боку празького Старого Міста і прикрасив її своїми скульптурними роботами. Ця башта разом з мостом та двома мостовими вежами на лівому березі річки утворюють ансамбль готичної архітектури виняткової краси.
Будівництво Карлова моста доручили відомому в той час архітекторові Петрові Палержу. Для того, щоб міст простояв століття, архітектор вирішив додавати в будівельний розчин не тільки камені та пісок, але й сирі яйця. Для всього королівства видали наказ про те, щоби везли до Праги зі всіх околиць яйця.

### Легенди про будівництво
Жителі міста Велвари відрізнилися: вирішили зварити яйця, щоб вони не розкололися по дорозі. Довгий час сміялися потім над ними жителі всієї Чехії, пригадуючи їх кмітливість.
Жителі містечка Унгоште не тільки привезли сирі яйця, але ще і сир з молоком. Природно, що це вже не стали класти в будівельну суміш. Але вважається, що саме тому, що чехи вклали все, чим так гордиться їхня країна, в будівництво мосту, Карлів міст стоїть вже понад 6 століть.
Існує легенда про те, що міст утримує сам Диявол, що домовився з архітектором.

## Розташування
З Малої Стра́ни на Карлів міст веде брама, утворена двома мостовими Малостранськими вежами. Меншу башту побудували в 1411 році, вона була частиною початкового зміцнення мосту, створеного в першій половині XII століття в романському стилі. Друга башта з'явилась 1464 року в період правління короля Їржі з Подєбрад.
Відразу ж за брамою, праворуч від мосту в будинку № 56, портал якого виконаний в стилі Відродження, на другому поверсі зберігся рідкісний зразок чеської скульптури пізньороманського періоду зроблений за взірцем рельєф середини XIII століття, що зображає юнака, що став навколішки перед фігурою на троні. Імовірно, скульптор мав на увазі принца Пржемисла Оттокара II та його батька Венцеслава I з роду Пржемисловичів. На іншому боці до рівня мосту здіймається прекрасний будинок у стилі Відродження, під номером 79, побудований у 1597 році. Цей будинок під назвою «У трьох страусів» відомий тим, що в ньому збереглися залишки живопису 1606 року Даніела А. з Квєтни. Тут же в 1714 році було відкрито першу в Празі кав'ярню вірменського купця Деодата Дамаяна.
З боку Старого Міста Карлів міст закінчується Старомєстською мостовою баштою на Кржижовницькій площі. Вартими уваги є скульптурні прикраси цієї башти і, перш за все, статуя короля Карла IV і Вацлава IV, а також св. Войтеха і св. Зікмунда. Востаннє башта реставрувалася у 1874—78 роках.

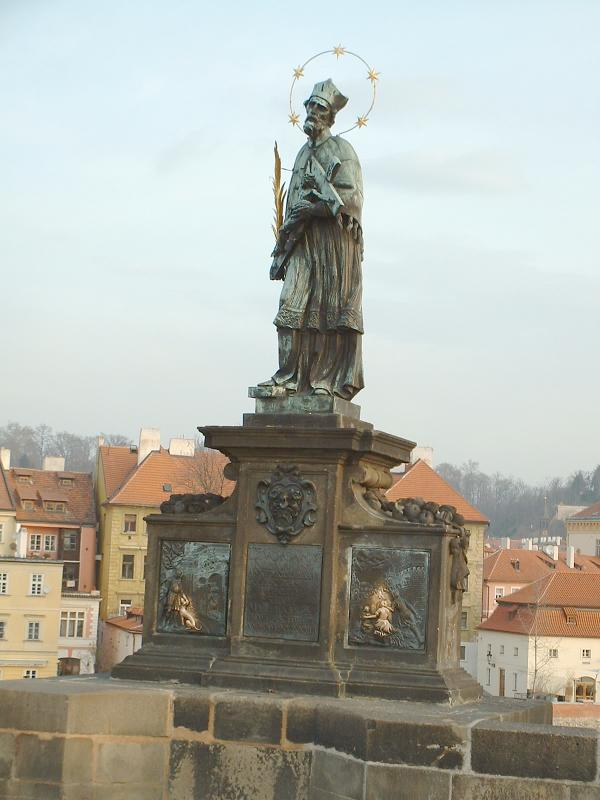
Скульптура Яна Непомуцького на мосту

## Прикраси

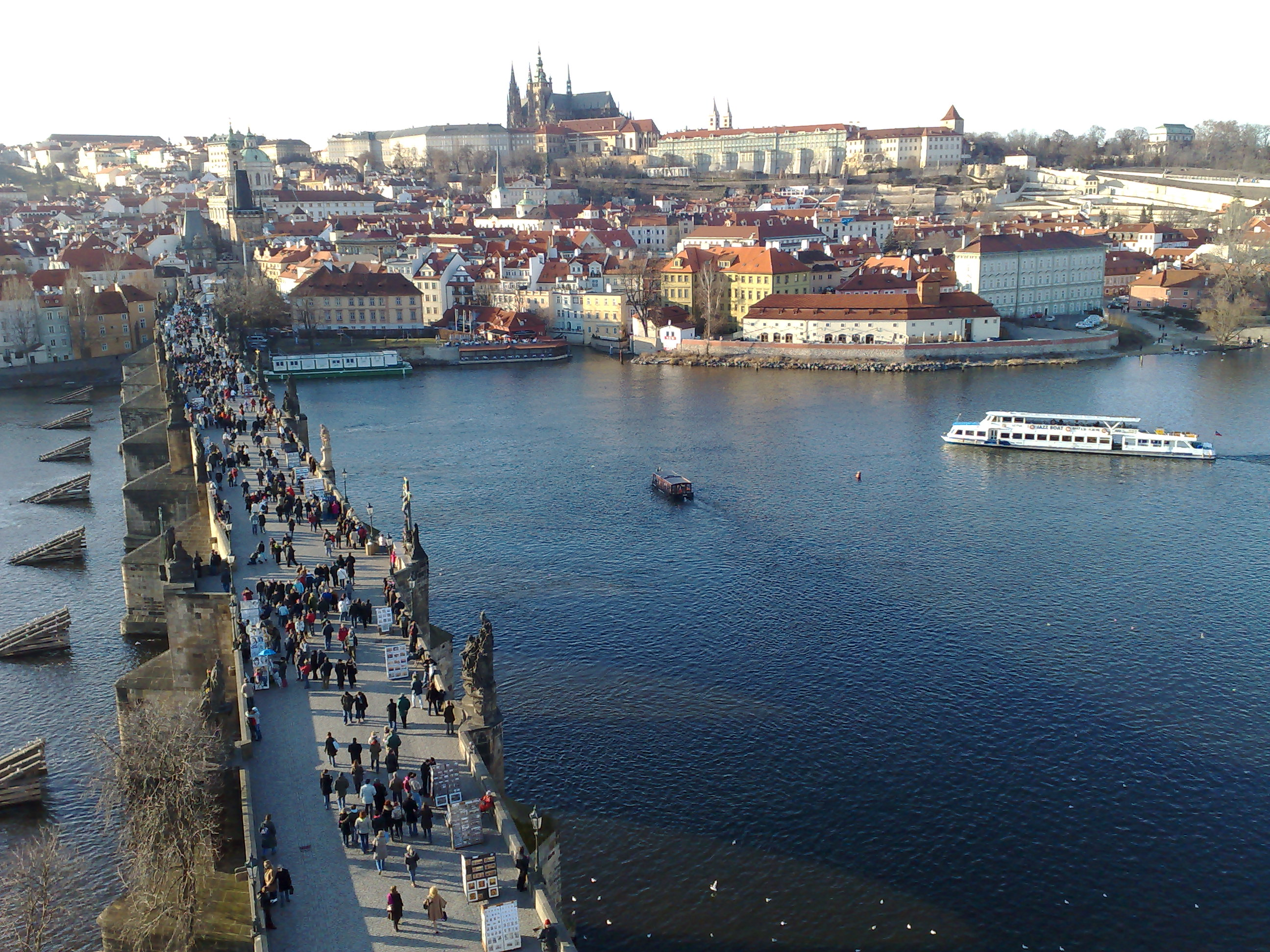
Карлів міст з висоти з видом на Празький Град

Карлів міст прикрашений 30-ма скульптурами та скульптурними групами і є чудовою скульптурною галереєю, над створенням якої працювали найкращі скульптори епохи бароко. Серед них були ]Ф. М. Брокофф з синами Михайлом і Фердинандом, Матіас Браун, М. В. Екл, Й. Кол, І. Платцер та інші. Щоправда, Карлів міст був і раніше прикрашений скульптурами, але вони не збереглися. Нинішні скульптурні прикраси належать здебільшого до початку XVIII століття, коли в 1704—14 роках на мосту встановили 28 скульптур.
Деякі скульптури під час повеней були знищені і їх довелося замінити новими. Так, наприклад, загинула скульптура св. Ігнатія роботи Я. і Ф. М. Брокоффа. Цю скульптуру лише в 1938 році замінили скульптурною групою св. Кирила і св. Мефодія, роботи  чеського скульптора Карела Дворжака.
З тридцяти скульптур і скульптурних груп, що прикрашають Карлів міст, на особливу увагу заслуговують дві: це скульптурна група св. Луїтгарди роботи М. Брауна (1710 рік) і скульптурна група св. Іоанн з Матьї, св. Фелікс і св. Іван, роботи М. Ф. Брокоффа (1714 рік), відома під назвою «Турок на Карловому мості».

## Цікаві факти, пов'язані з Карловим мостом

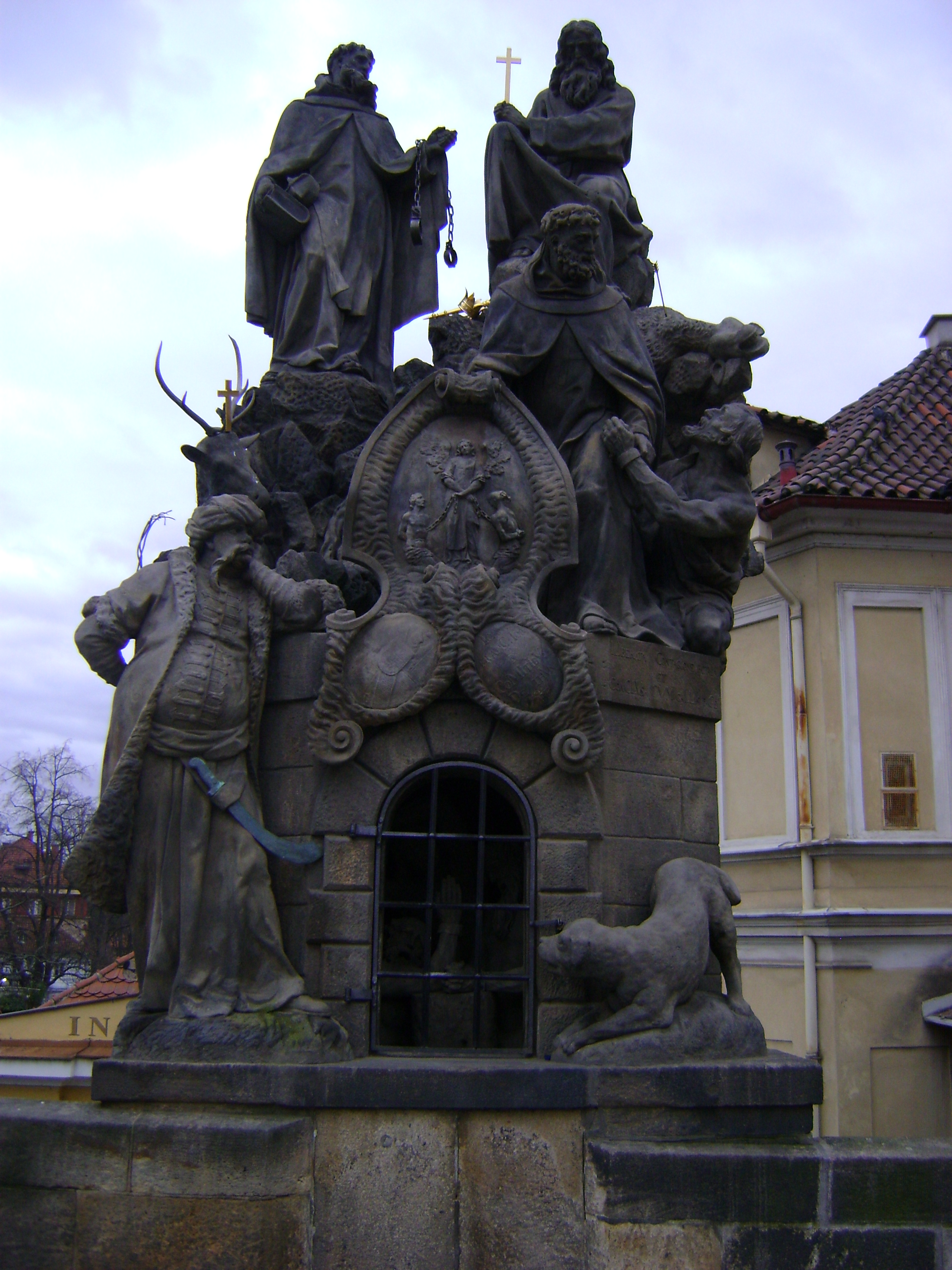
«Турок на Карловому мості».

Карловий міст овіяний десятками легенд, переказів та історичних фактів. Будучи популярною атракцією чеської столиці й добре впізнаваним об'єктом у світі він за сучасності нерідко використовується в мас-культурі (кіно, комп'ютерні ігри, реклама тощо):
- Існує напівісторичне повір'я, що король Карл IV заклав наріжний камінь Карлового мосту 9 липня 1357 року о 5 годині 31 хвилині — таким чином, момент закладення мосту утворює цифровий паліндром 1-3-5-7-9-7-5-3-1.
- Згідно з переказом з Карлового мосту скинули шанованого у Чехії святого Яна Непомуцького. І начебто в місці, де його тіло ввійшло у води Влтави, над водою виникло сяйво у вигляді 5 зірок. Саме тому Непомуцький віттоді зображується з п'ятьма зірками над головою. Місце ж, біля якого, начебто, скидували Яна через поручні, можна побачити праворуч на шляху до Малої Страни — воно відмічено вмурованим у стінку мосту хрестом і двома мідяними гвіздками поруч.
- До 1908 року Карловим мостом проходила кінна залізниця. У 1905 році її електрифікували, після чого нею пересувався трамвай з підключенням до струму знизу, та вже за три роки (1908) цей маршрут припинив своє існування.
- У теперішній час Карловий міст, як зображення, або як локація для зйомок фільмів, використовувався: у стрічках Браяна Де Пальми «Місія нейздійсненна» (1996, у фільмі на мосту навіть вбивають одного з персонажів) та Роба Коена «Три ікси» (2002), фігурує в рекламному ролику Тима Бертона й коміксі Крейга Рассела «The Vampire of Prague», згадується в комп'ютерній грі-квесті «Still Life» тощо.
- Кадри з мостом є у кліпі до синглу «Numb» гурту «Linkin Park»[4].

## Галерея

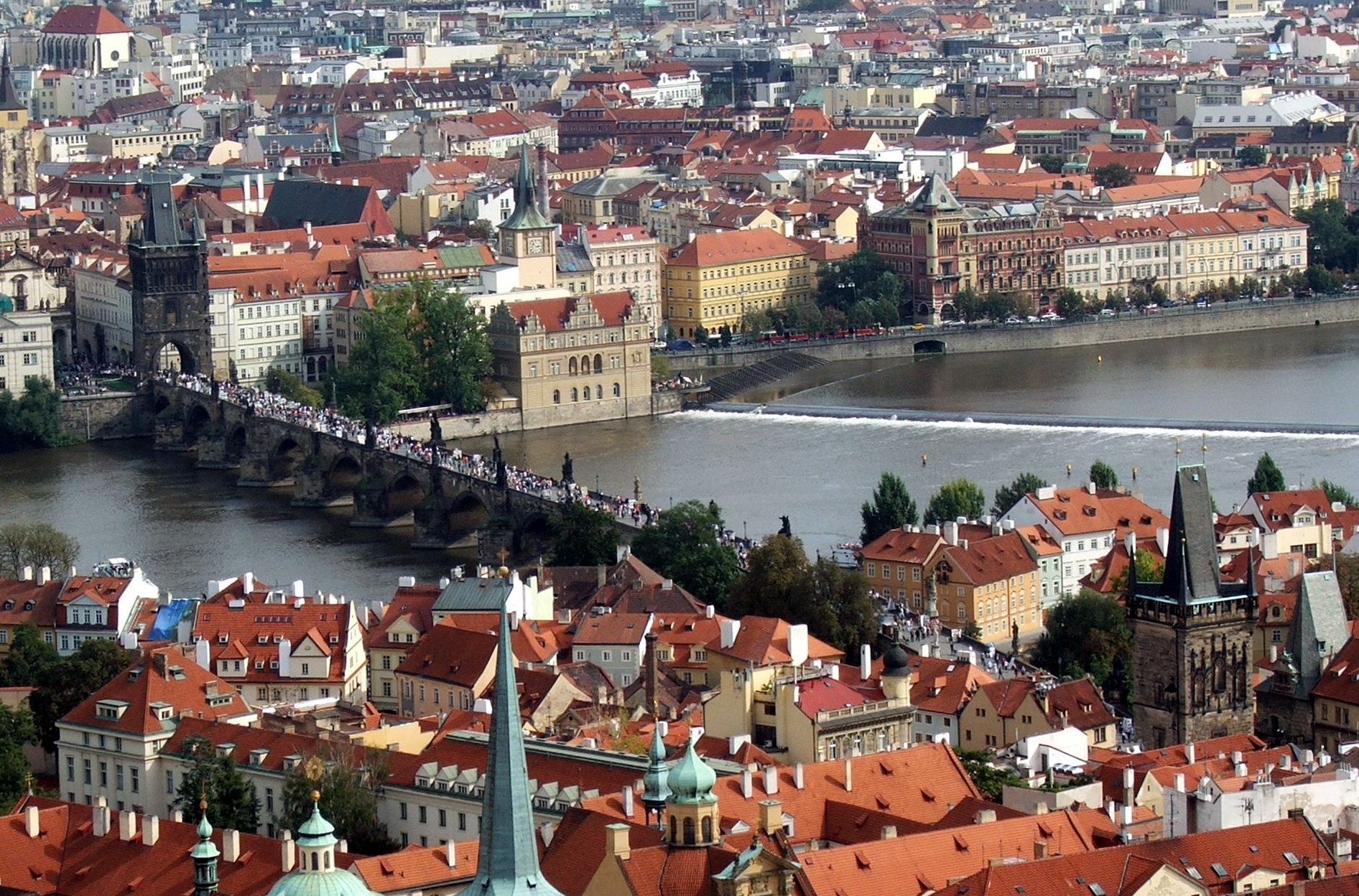
Вигляд на міст з вежі Собору Святого Віта
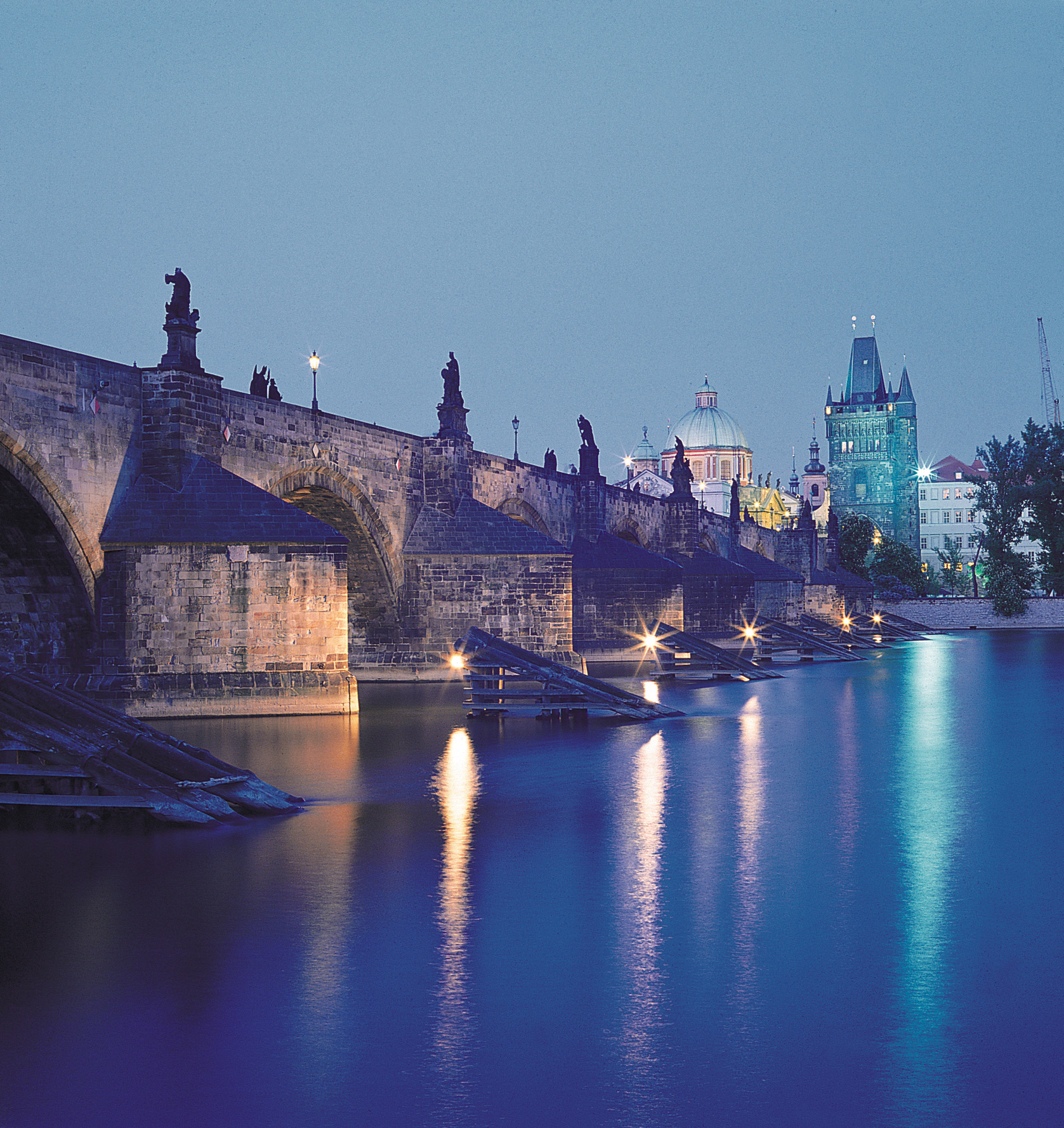
Карлів міст у нічну пору
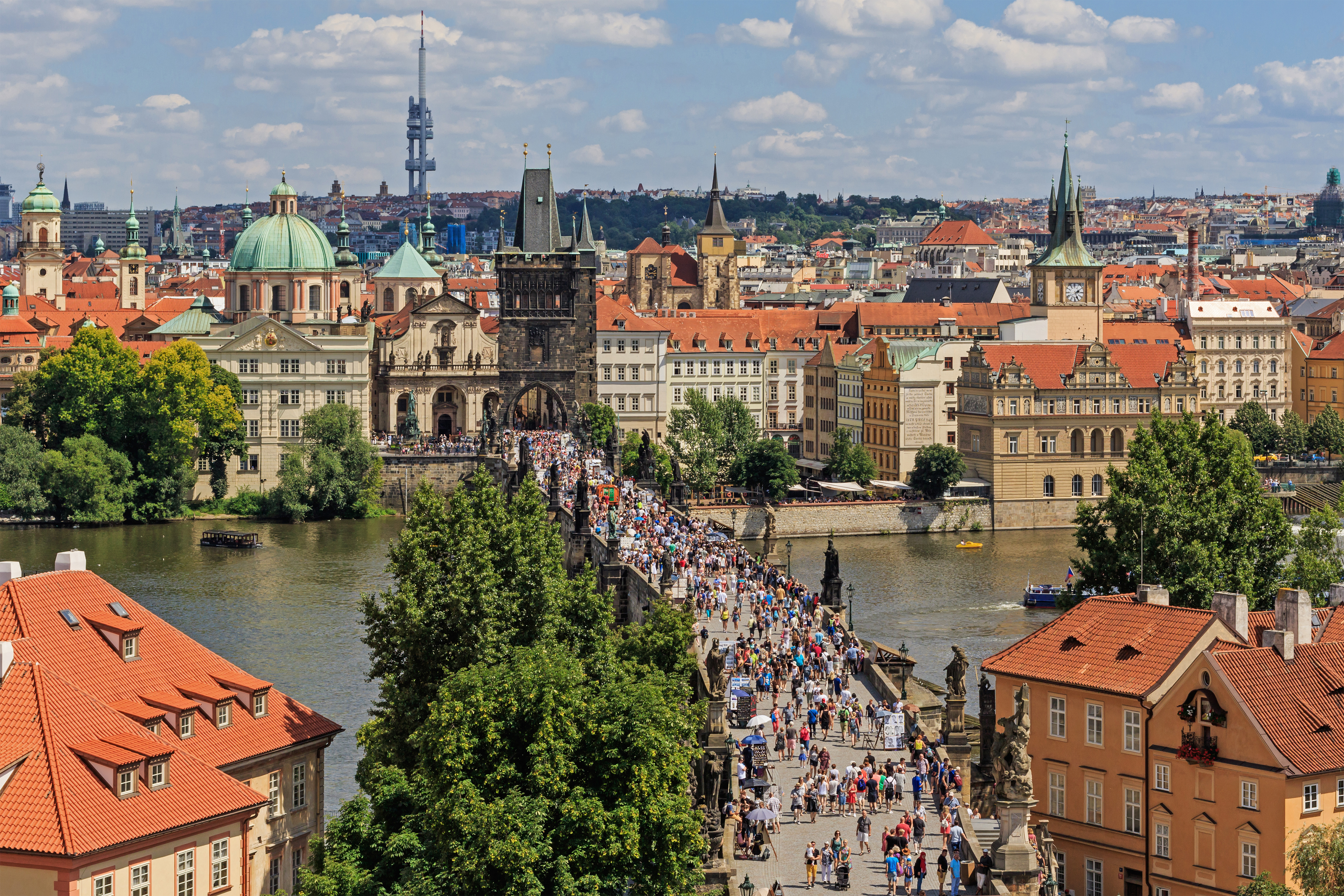
На мосту завжди повно туристів і продавців із сувенірними ятками
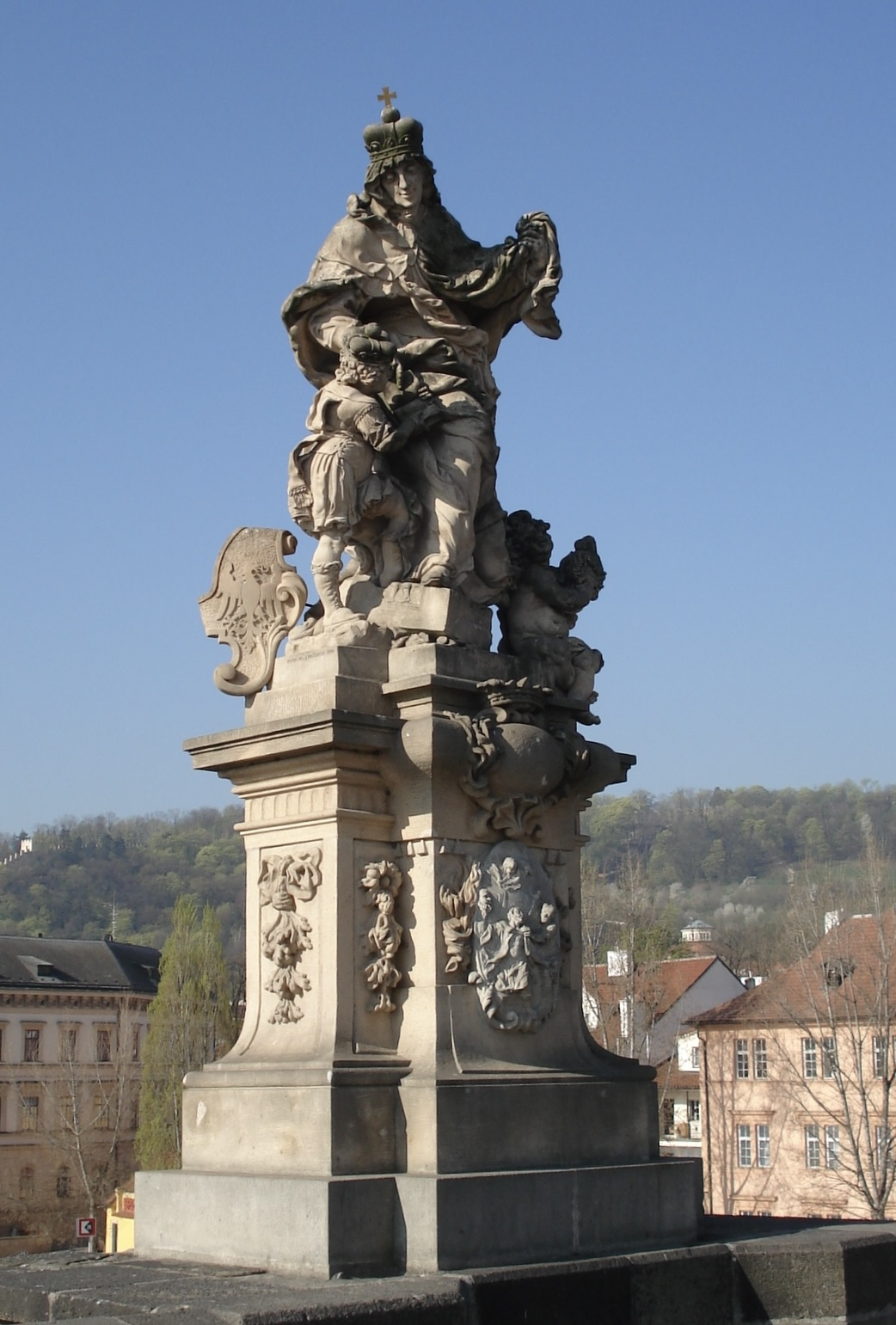
Скульптура Святої Людмили з малям - її сином Вацлавом
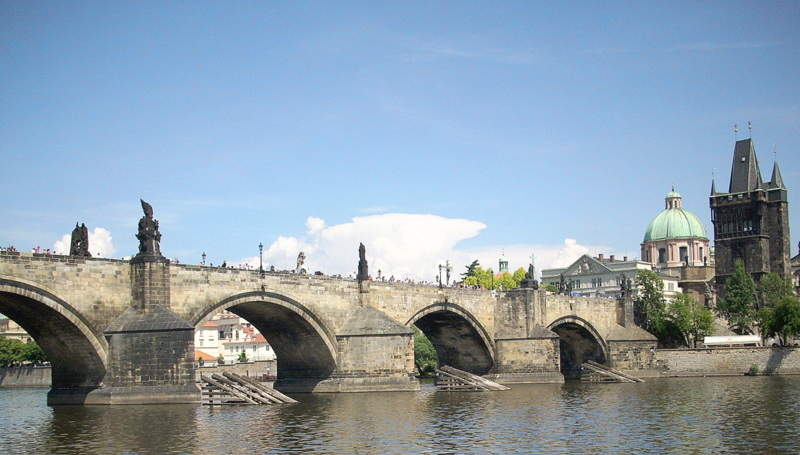
Карлів міст
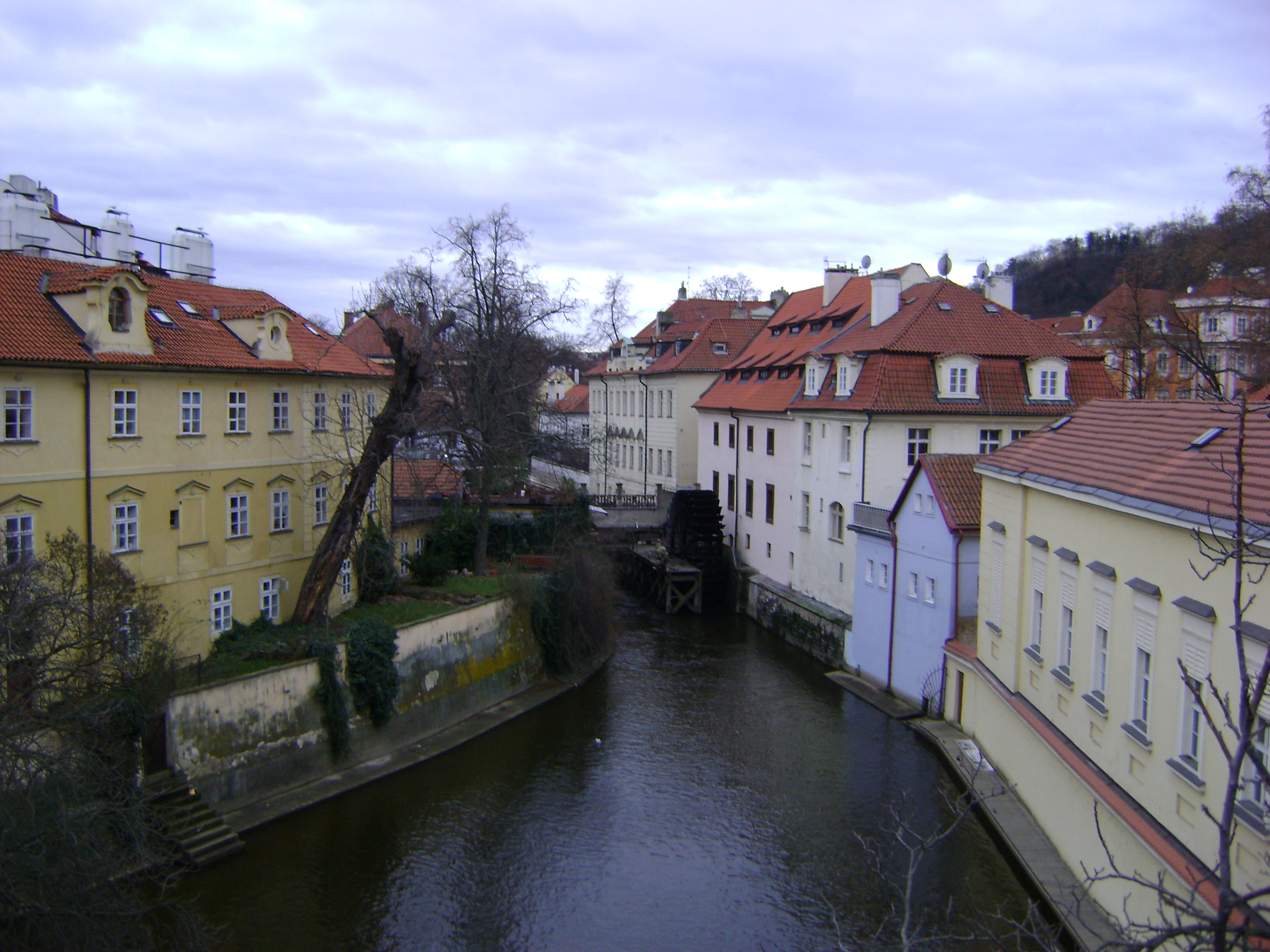
Вигляд на Чортівку та «млинське коло»
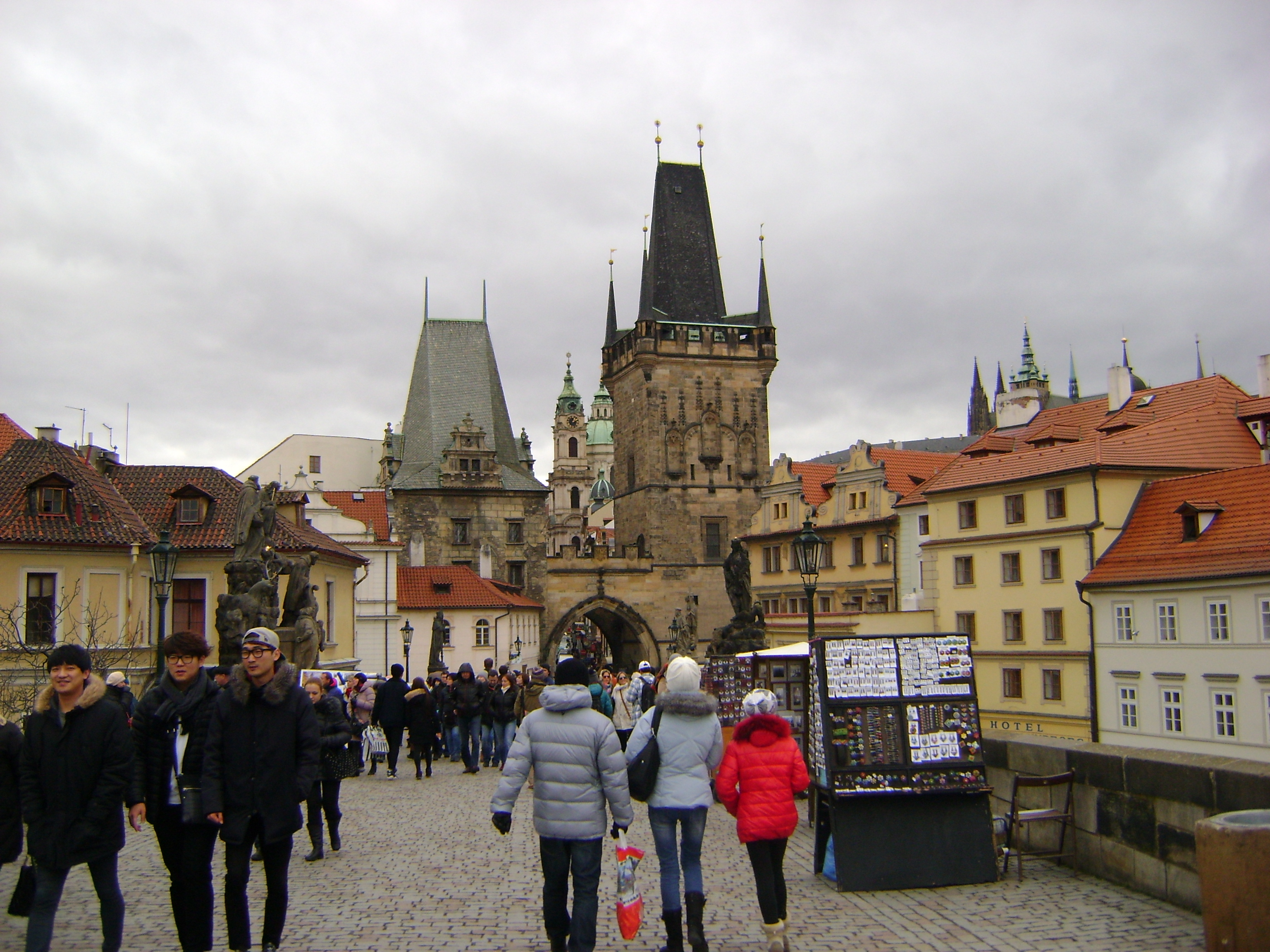
На Карловому мості
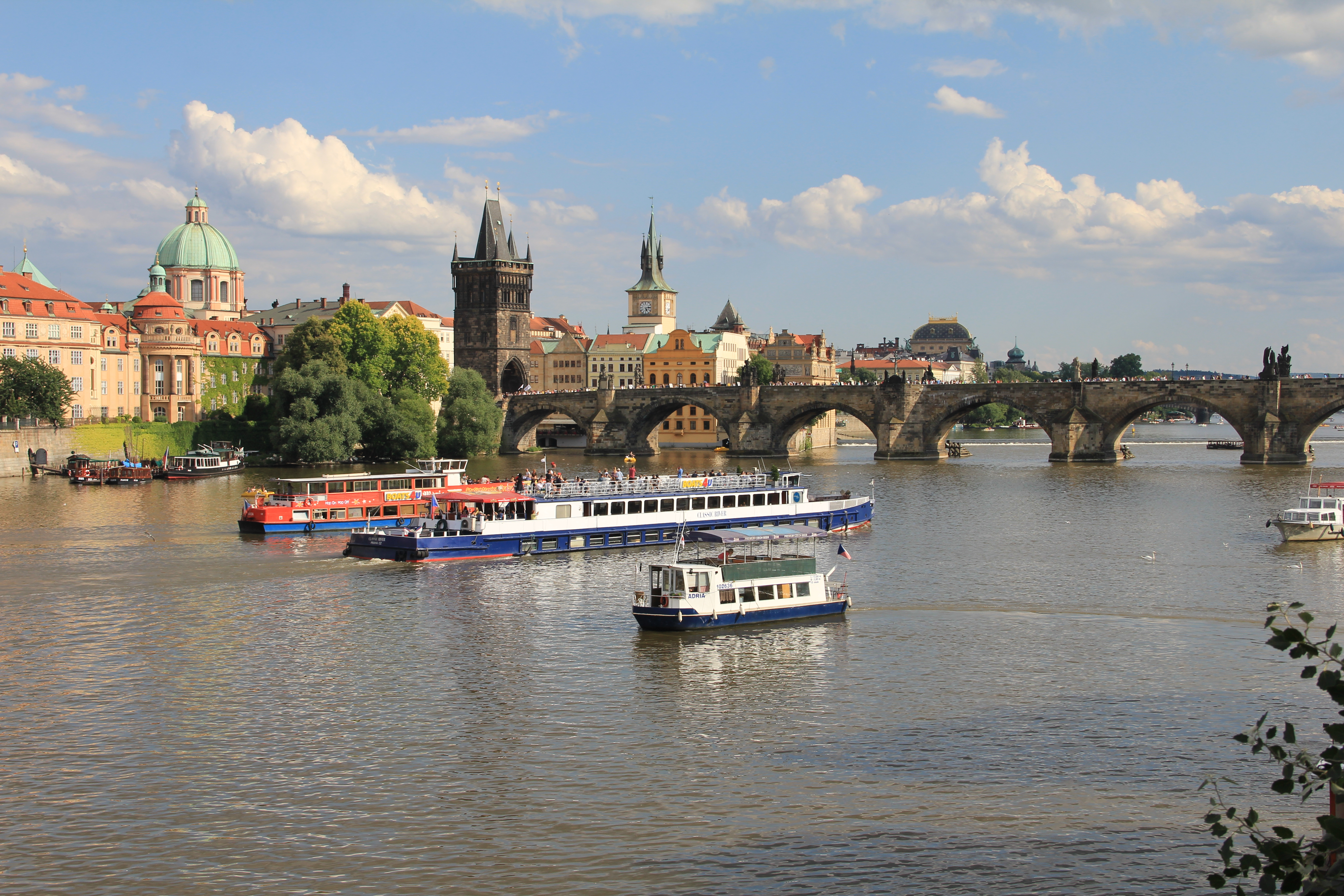
Вигляд на Карлів міст з іншого мосту
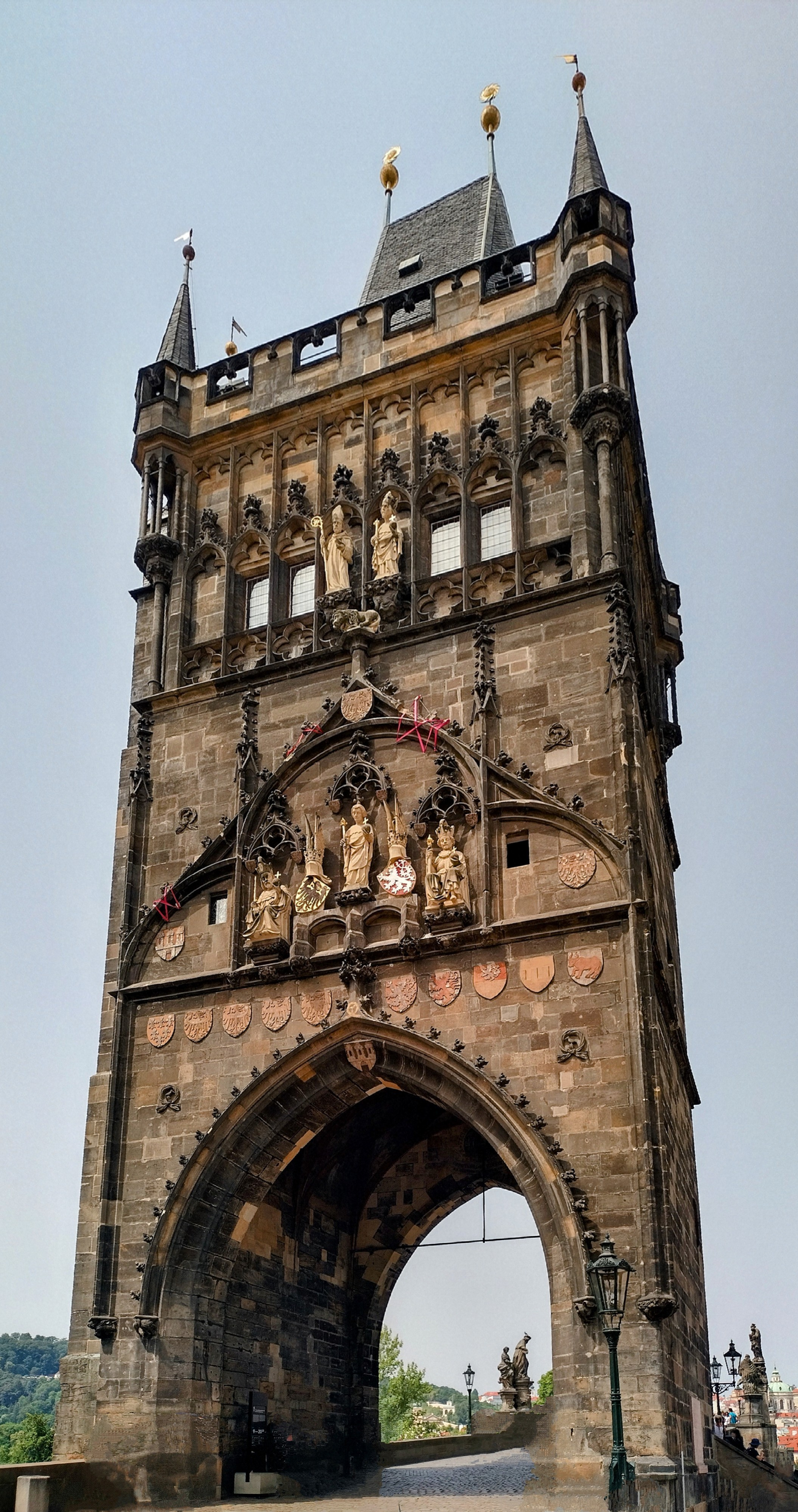
Староміська мостова вежа